# Schweiz damlandslag i volleyboll
Schweiz damlandslag i volleyboll (tyska: Schweizer Volleyballnationalmannschaft der Frauen, franska: Équipe de Suisse de volley-ball féminin, italienska: Nazionale di pallavolo femminile della Svizzera) representerar Schweiz i volleyboll på damsidan. Laget slutade på 12:e plats vid Europamästerskapet 1971, vilket är deras bästa placering i ett internationellt mästerskap.

### Fotnoter
1. ↑  ”1967 Senior European Championships” (på engelska). Confédération Européenne de Volleyball. https://www-old.cev.eu/Competition-Area/competition.aspx?ID=299&PID=622. Läst 26 februari 2023.
2. ↑  ”1971 Senior European Championships” (på engelska). Confédération Européenne de Volleyball. https://www-old.cev.eu/Competition-Area/competition.aspx?ID=300&PID=623. Läst 26 februari 2023.
3. ↑  ”2012 CEV Volleyball European League - Women” (på engelska). Confédération Européenne de Volleyball. https://www-old.cev.eu/Competition-Area/competition.aspx?ID=564&PID=-2. Läst 21 mars 2023.
4. 1 2 3  ”Vorherige Rankings - Montreux Volley Masters 2019” (på tyska). Montreux Volley Masters. http://www.volleymasters.ch/de/history/ranking. Läst 7 mars 2023.
5. ↑  ”2013 CEV Volleyball European Championship” (på engelska). Confédération Européenne de Volleyball. https://www-old.cev.eu/Competition-Area/competition.aspx?ID=560&PID=-2. Läst 13 oktober 2022.
6. ↑  ”2018 CEV Volleyball European Silver League - Women” (på engelska). Confédération Européenne de Volleyball. https://www-old.cev.eu/Competition-Area/competition.aspx?ID=1092&PID=-2. Läst 9 maj 2022.
7. ↑  ”Tournament Standing - Montreux Volley Masters 2018” (på engelska). Montreux Volley Masters. 9 december 2018. https://web.archive.org/web/20181209231807/http://www.volleymasters.ch/en/competition/final-standing. Läst 29 juni 2024.
8. ↑  ”Tournament Standing - Montreux Volley Masters 2019” (på engelska). Montreux Volley Masters. 5 november 2020. https://web.archive.org/web/20201105074641/http://www.volleymasters.ch/en/competition/final-standing. Läst 29 juni 2024.
9. ↑  ”CEV EuroVolley 2019  -  Women” (på engelska). Confédération Européenne de Volleyball. https://www-old.cev.eu/Competition-Area/competition.aspx?ID=1053&PID=-2. Läst 10 september 2022.
10. ↑  ”CEV EuroVolley 2019  -  Women” (på engelska). Confédération Européenne de Volleyball. https://www-old.cev.eu/Competition-Area/MatchPage.aspx?mID=46321&ID=1248&CID=7808&PID=1993. Läst 26 maj 2022.
11. ↑  ”Women  -  EuroVolley” (på engelska). Confédération Européenne de Volleyball. https://eurovolley.cev.eu/en/2023/women/#final-standing. Läst 10 september 2023.
12. ↑  ”Dr Lorne Sawula” (på engelska). Alberta Sports Hall of Fame and Museum. https://www.youtube.com/watch?v=Zm2imRjU3PI. Läst 4 november 2023.
13. ↑  ”Rita Crockett” (på engelska). https://www.volleyhall.org/rita-crockett.html. Läst 22 oktober 2023.
14. ↑  Todor Krastev (21 mars 1971). ”Women Volleyball VIII European Championship 1971 Reggio Emilia (ITA) - 23.09-01.10 Winner Soviet Union” (på engelska). Sport Statistics. Arkiverad från originalet den 27 juni 2015. https://web.archive.org/web/20150627061123/http://todor66.com/volleyball/Europe/Women_1971.html. Läst 28 juni 2015.